# Fars sidste ønske
"Fars sidste ønske" er det 7. afsnit i den danske sitcomserie Klovn med Casper Christensen og Frank Hvam. Serien blander fantasi og virkelighed, da de fleste af skuespillerne spiller roller med deres egne navne. Afsnittet blev skrevet af Casper Christensen og instrueret af Mikkel Nørgaard og havde premiere på TV2 Zulu den 21. marts 2005. 

## Handling
Frank får undersøgt en forhudsforsnævring. Han insisterer på at være tilstede næste gang, Mia skal til gynækologisk tjek. Og han får spoleret Ole Bornedals begejstring for et af Casper og hans filmmanuskripter. Franks far kommer på besøg, og får presset Frank til at hjælpe ham med et ejendommeligt job.

## Hovedskuespillere
- Casper Christensen som Casper
- Iben Hjejle som Iben
- Frank Hvam som Frank
- Mia Lyhne som Mia

## Gæsteoptrædener
- Teis Bayer som Læge
- Ole Bornedal som Ole
- Lone Lindorff som Klinikdame
- Niels Nistrup som Franks far